# Blauwe noddy
De blauwe noddy (Anous ceruleus synoniem: Procelsterna cerulea) is een vogel uit de familie Laridae (meeuwen).

## Verspreiding en leefgebied
Deze soort telt vijf ondersoorten:
- A. c. saxatilis: van Marcus (Japan) en de noordelijke Marshalleilanden (Micronesië) tot noordwestelijk Hawaï.
- A. c. ceruleus: Kiritimati en de Marquesaseilanden.
- A. c. nebouxi: de Phoenixeilanden en Tuvalu, Fiji en Samoa.
- A. c. teretirostris: Tuamotu, de Cookeilanden, Australeilanden en de Genootschapseilanden.
- A. c. murphyi: de Gambiereilanden (Frans-Polynesië).